# Tomba-kanssa

Tomba-kanssa est une ville et une sous-préfecture de Guinée, rattachée à la préfecture de Siguiri et la région de Kankan.

## Subdivision administrative
Tomba Kanssa est composée de six districts,.
| Districts      | Secteurs       |
| -------------- | -------------- |
| Tomba Kanssa   | Tomba Doula    |
| Tombani        | Tomba Fontou   |
| Tomba Kobila   | Tomba Boufé    |
| Beretela kansa | Beretela Doula |
| Berèla         | Madina Koura   |
| Bougoulan      | Kebèbesebeya   |

## Histoire

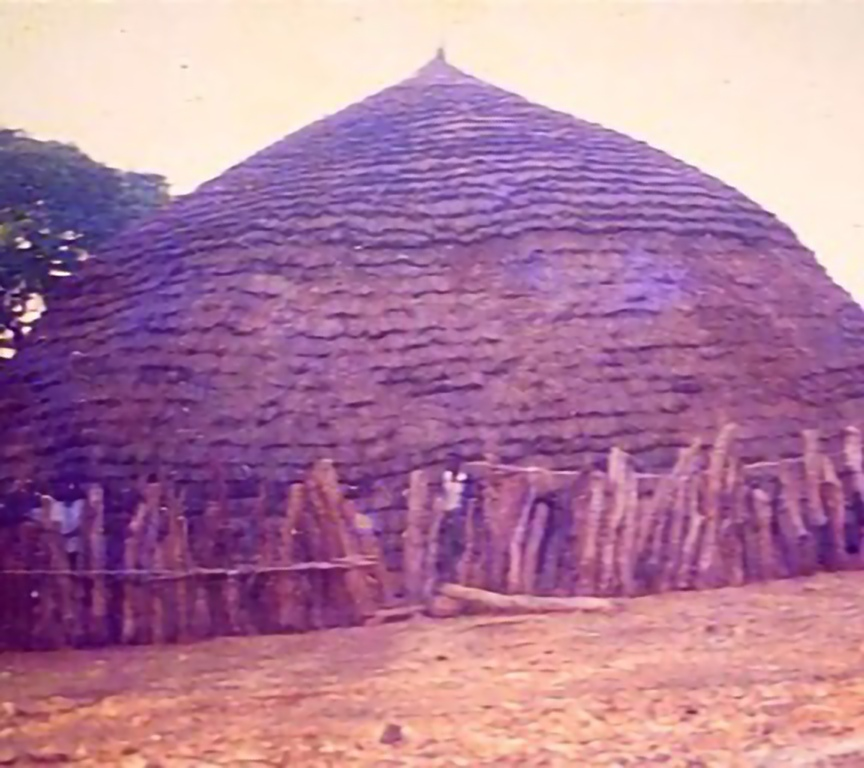
L'ancienne grande mosquée en plein cœur de la ville de tomba kanssa Cette mosquée a été construite en 1930 avec des briques cuites, elle fut rénovée en 2004

Tomba Kanssa est une sous-préfecture de Guinée créée en 2021 et rattachée à la préfecture de Siguiri dans la région de Kankan

## Éducation

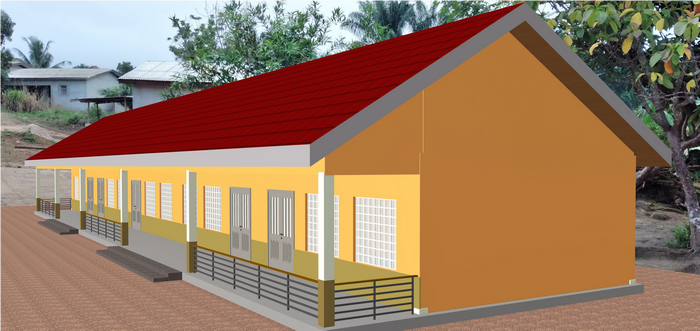
Centre NAFA de Tomba Kanssa

En partenariat avec la direction de la Nordgold, la Société minière de Dinguiraye (SMD) construit une école technique d'art et métiers à Tomba Kanssa,

## Population
En 2016, le nombre d'habitants est estimé à 36 965, cela à partir d'une extrapolation officielle du recensement de 2014 qui en avait dénombré 32 867 hab.